# Dignano
Dignano là một đô thị ở tỉnh Udine trong vùng Friuli-Venezia Giulia thuộc Ý, có cự ly khoảng 80 km về phía tây bắc của Trieste và khoảng 25 km về phía tây của Udine. Tại thời điểm ngày 31 tháng 12 năm 2004, đô thị này có dân số 2.408 người và diện tích là 27,2 km².
Đô thị Dignano có các frazioni (đơn vị cấp dưới, chủ yếu là các làng) Carpacco, Vidulis, và Bonzicco.
Dignano giáp các đô thị: Coseano, Flaibano, Rive d'Arcano, San Daniele del Friuli, San Giorgio della Richinvelda, Spilimbergo.